# Donauparkstadion
Le Donauparkstadion, communément appelé Hofmann Personal Stadion pour des raisons de sponsoring, est un stade situé à Lustenau, un quartier de la ville de Linz, en Autriche. Il est actuellement utilisé pour des matchs de football et est le terrain du Blau-Weiß Linz. Le stade peut accueillir plus de 5 000 personnes depuis 2023 à 2024 après rénovation du stade.

## Histoire
Le FC Blau-Weiß Linz revient au Donauparkstadion, avant le déménagement le stade du Donaupark est rénové pour une capacité de 4 000 à 6 000 spectateurs. La rénovation débute à l'été 2021 et le Land de Haute-Autriche soutient financièrement le projet.
Le stade est achevé en 2023 et son utilisation est prévue pour la saison 2023-2024.
À partir de la saison 2023-2024, le Donauparkstadion est renommé Hofmann Personal Stadion pour cause de sponsoring.
Le 15 juillet 2023, le Blau-Weiß Linz fait officiellement son premier match au Hofmann Personal Stadion contre le PSV lors d'un match amical, le premier but dans le nouveau stade est inscrit par Ronivaldo mais l'équipe perd 1-2 à domicile.

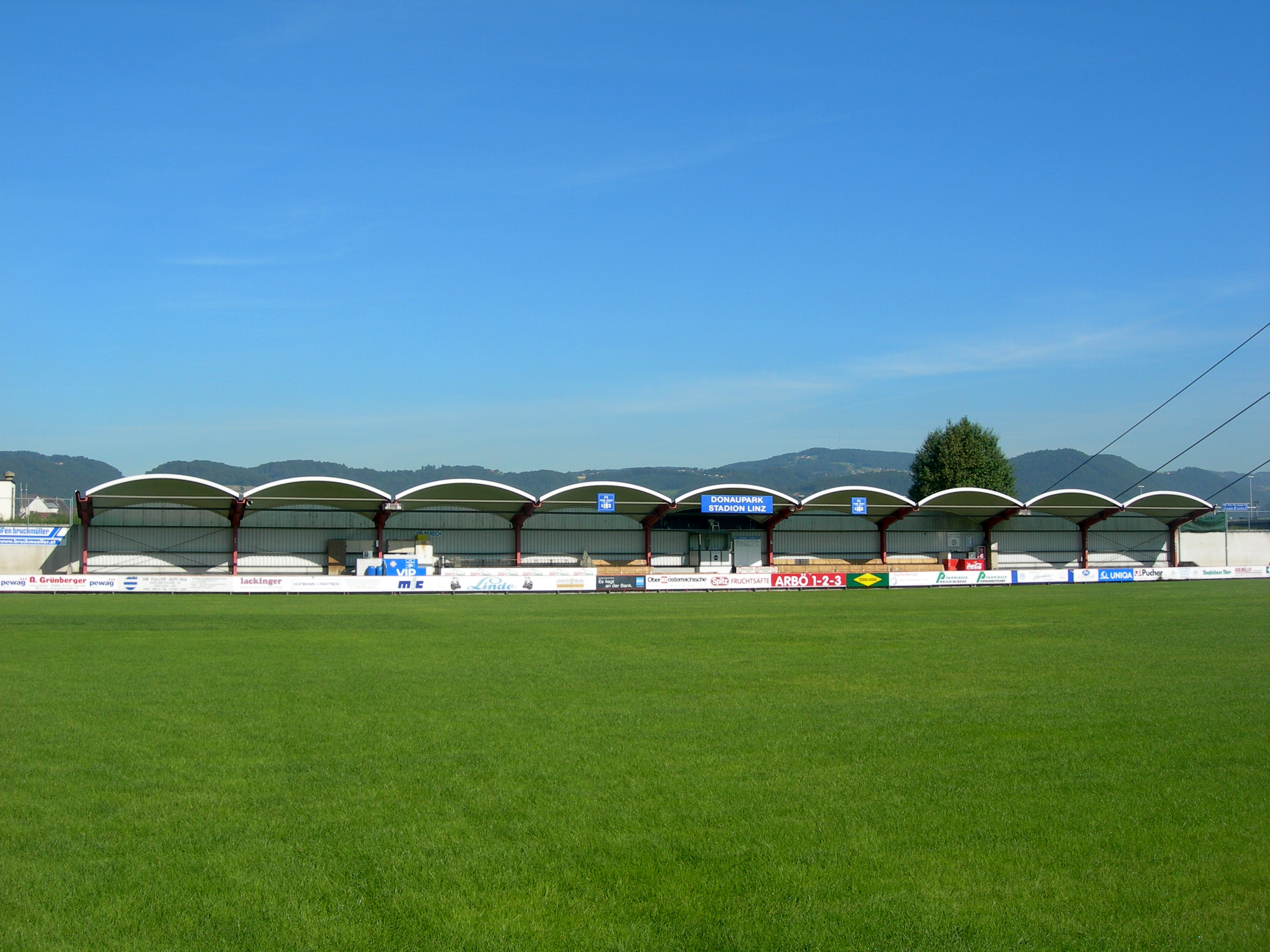
Ancien stade, tribune principale, 2006
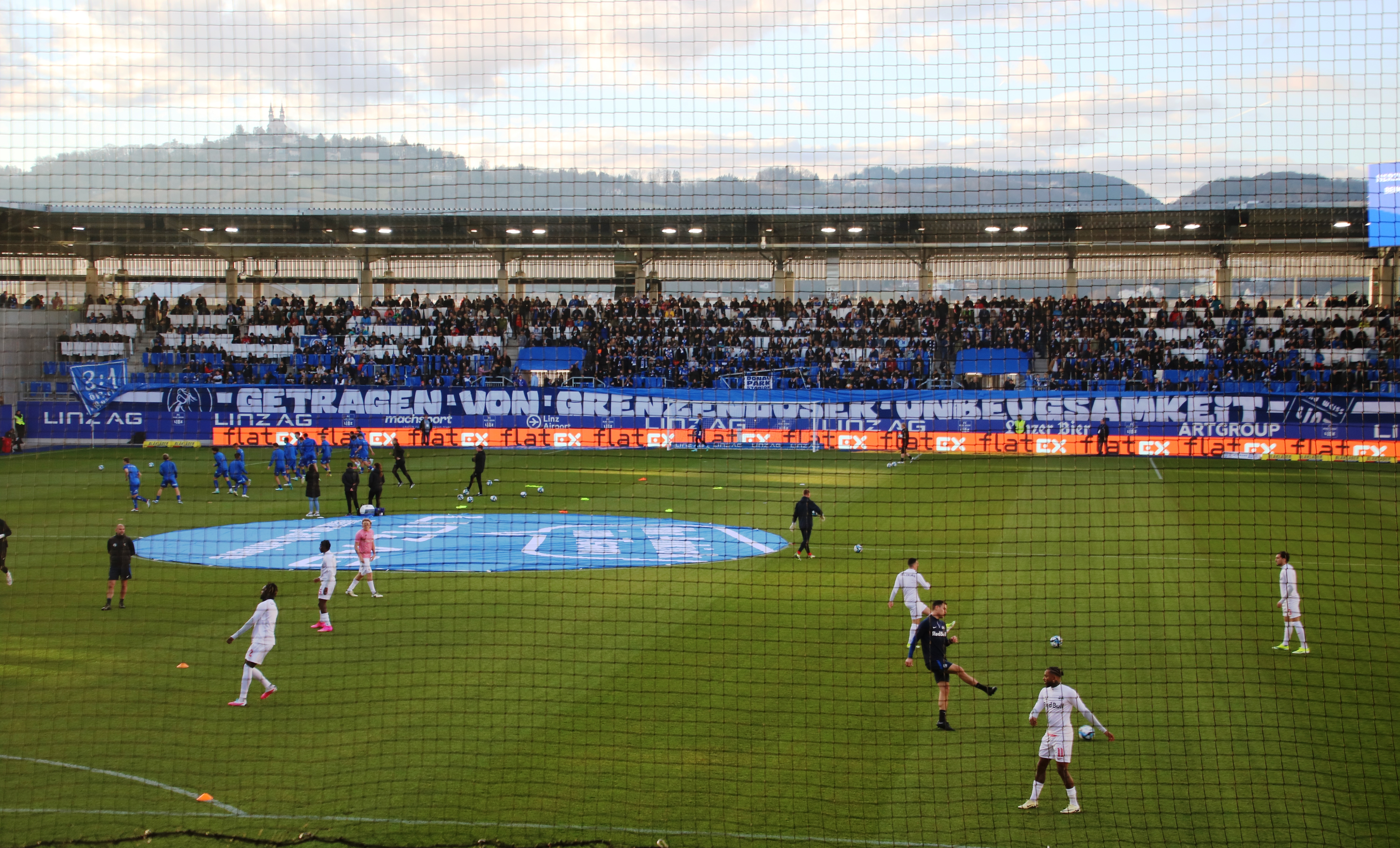
Tribune des supporters du nouveau stade